# Liga de Campeones de la CAF 2023-24
La Liga de Campeones de la CAF 2023-24, llamada Total CAF Champions League 2023-24 por razones de patrocinio; fue la 60.ª edición del torneo de fútbol a nivel de clubes más importante de África organizado por la Confederación Africana de Fútbol y la 28.ª edición bajo el formato de Liga de Campeones de la CAF.
El Al-Ahly de Egipto fue el campeón tras derrotar en la final al Espérance de Tunis de Túnez, logrando así su decimosegundo título en la competencia continental, el Al-Ahly como campeón enfrenta al campeón de la Copa Confederación de la CAF 2023-24, en la Supercopa de la CAF 2024 y además clasificó a la Copa Intercontinental de la FIFA 2024 y a la Copa Mundial de Clubes de la FIFA 2025.

## Asignación de equipos por asociación
Las 56 asociaciones miembro de la CAF pueden inscribir equipos a la competición, las 12 asociaciones con mejor ranking pueden clasificar dos equipos a la competición, mientras las otras 44 pueden ingresar únicamente a un equipo. Como resultado, un máximo de 68 equipos pueden participar en la competición, aunque no ha habido precedentes. 
Para la competición de este año, la confederación utilizará un ranking basado en las participaciones entre 2018 y 2023.
Los puntos por equipo se distribuyen según sus logros en las competiciones durante cada competición de la siguiente forma:
| Puntos            | Liga de Campeones | Copa Confederación |
| ----------------- | ----------------- | ------------------ |
| Campeón           | 6 puntos          | 5 puntos           |
| Subcampeón        | 5 puntos          | 4 puntos           |
| Semifinalistas    | 4 puntos          | 3 puntos           |
| Cuartofinalistas  | 3 puntos          | 2 puntos           |
| Terceros de grupo | 2 puntos          | 1 punto            |
| Cuartos de grupo  | 1 punto           | 0.5 puntos         |

Los puntos obtenidos en cada edición se multiplican por el año en el que fueron obtenidos:
- 2022-23: ×5
- 2021-22: ×4
- 2020-21: ×3
- 2019-20: ×2
- 2018-19: ×1

## Participantes
Participan 54 equipos de 42 federaciones que cumplen con la licencia exigida. Los equipos que aparecen en negrita avanzaron directamente a la segunda ronda.
|    | Asociaciones que clasificaron a dos equipos (Puestos 1–12) | Asociaciones que clasificaron a dos equipos (Puestos 1–12) | Asociaciones que clasificaron a dos equipos (Puestos 1–12) | Asociaciones que clasificaron a dos equipos (Puestos 1–12)     |
| N° | Asociación                                                 | Pts.                                                       | Equipo                                                     | Método de clasificación                                        |
| -- | ---------------------------------------------------------- | ---------------------------------------------------------- | ---------------------------------------------------------- | -------------------------------------------------------------- |
| 1  | Marruecos                                                  | 180                                                        | FAR Rabat                                                  | Campeón de la Botola 2022-23                                   |
| 1  | Marruecos                                                  | 180                                                        | Wydad Casablanca                                           | Subcampeón de la Botola 2022-23                                |
| 2  | Egipto                                                     | 172.5                                                      | Al-Ahly CV                                                 | Campeón de la Liga Premier de Egipto 2022-23                   |
| 2  | Egipto                                                     | 172.5                                                      | Pyramids                                                   | Subcampeón de la Liga Premier de Egipto 2022-23                |
| 3  | Argelia                                                    | 134                                                        | Belouizdad                                                 | Campeón del Campeonato Nacional de Argelia 2022-23             |
| 3  | Argelia                                                    | 134                                                        | CS Constantine                                             | Subcampeón del Campeonato Nacional de Argelia 2022-23          |
| 4  | Sudáfrica                                                  | 114                                                        | Mamelodi Sundowns                                          | Campeón de la Premier Soccer League 2022-23                    |
| 4  | Sudáfrica                                                  | 114                                                        | Orlando Pirates                                            | Subcampeón de la Premier Soccer League 2022-23                 |
| 5  | Túnez                                                      | 101                                                        | Étoile du Sahel                                            | Campeón de la Liga Profesional de Túnez 2022-23                |
| 5  | Túnez                                                      | 101                                                        | Espérance de Tunis                                         | Subcampeón de la Liga Profesional de Túnez 2022-23             |
| 6  | Tanzania                                                   | 56.5                                                       | Young Africans                                             | Campeón de la Liga tanzana de fútbol 2022-23                   |
| 6  | Tanzania                                                   | 56.5                                                       | Simba                                                      | Subcampeón de la Liga tanzana de fútbol 2022-23                |
| 7  | República Democrática del Congo                            | 54                                                         | TP Mazembe                                                 | 1.º de la Linafoot 2022-23                                     |
| 7  | República Democrática del Congo                            | 54                                                         | Vita Club                                                  | 2.º de la Linafoot 2022-23                                     |
| 8  | Angola                                                     | 41.5                                                       | Petro de Luanda                                            | Campeón de la Girabola 2022-23                                 |
| 8  | Angola                                                     | 41.5                                                       | Primero de Agosto                                          | Subcampeón de la Girabola 2022-23                              |
| 9  | Sudán                                                      | 39                                                         | Al-Hilal Omdurmán                                          | Campeón de la Primera División de Sudán 2023                   |
| 9  | Sudán                                                      | 39                                                         | Al-Merrikh SC                                              | Subcampeón de la Primera División de Sudán 2023                |
| 10 | Guinea                                                     | 29                                                         | Hafia                                                      | Campeón del Campeonato Nacional de Guinea 2022-23              |
| 10 | Guinea                                                     | 29                                                         | Horoya                                                     | Subcampeón del Campeonato Nacional de Guinea 2022-23           |
| 11 | Libia                                                      | 28                                                         | Al-Ahli SC                                                 | Campeón de la Liga Premier de Libia 2022-23                    |
| 11 | Libia                                                      | 28                                                         | Al-Ahly Benghazi                                           | Subcampeón de la Liga Premier de Libia 2022-23                 |
| 12 | Nigeria                                                    | 25                                                         | Enyimba                                                    | Campeón de la Liga Premier de Nigeria 2022-23                  |
| 12 | Nigeria                                                    | 25                                                         | Remo Stars                                                 | Subcampeón de la Liga Premier de Nigeria 2022-23               |
|    | Asociaciones que clasificaron a un equipo                  |                                                            |                                                            |                                                                |
|    | Asociación                                                 |                                                            | Equipo                                                     | Método de clasificación                                        |
| 13 | Costa de Marfil                                            | 21                                                         | ASEC Mimosas                                               | Campeón de la Primera División de Costa de Marfil 2022-23      |
| 14 | Camerún                                                    | 16                                                         | Coton Sport de Garoua                                      | Campeón de la Primera División de Camerún 2022-23              |
| 15 | Zambia                                                     | 15                                                         | Power Dynamos                                              | Campeón de la Primera División de Zambia 2022-23               |
| 16 | República del Congo                                        | 9.5                                                        | AS Otoho                                                   | Campeón de la Primera División del Congo 2022-23               |
| 17 | Senegal                                                    | 9                                                          | Génération Foot                                            | Campeón de la Liga senegalesa de fútbol 2022-23                |
| 18 | Mali                                                       | 7                                                          | AS Real Bamako                                             | Campeón de la Primera División de Malí 2022-23                 |
| 19 | Togo                                                       | 5                                                          | ASKO Kara                                                  | Campeón de la Campeonato nacional de Togo 2022-23              |
| 19 | Uganda                                                     | 5                                                          | Vipers                                                     | Campeón de la Liga Premier de Uganda 2022-23                   |
| 21 | Botsuana                                                   | 4                                                          | Jwaneng Galaxy                                             | Campeón de la Liga Premier de Botsuana 2022-23                 |
| 23 | Burkina Faso                                               | 2                                                          | Douanes                                                    | Campeón de la Liga Premier de Burkina Faso 2022-23             |
| 23 | Suazilandia                                                | 2                                                          | Green Mamba                                                | Campeón de la MTN Premier League 2022-23                       |
| 23 | Níger                                                      | 2                                                          | US GN                                                      | Campeón de la Primera División de Níger 2022-23                |
| 27 | Benín                                                      | 1                                                          | Coton Sport FC                                             | Campeón de la Premier League de Benín 2022-23                  |
| 27 | Ghana                                                      | 1                                                          | Medeama                                                    | Campeón de la Liga de fútbol de Ghana 2022-23                  |
| 27 | Mauritania                                                 | 1                                                          | Nouadhibou                                                 | Campeón de la Ligue 1 Mauritania 2022-23                       |
| SR | Burundi                                                    | SP                                                         | Bumamuru                                                   | Campeón de la Primera División de Burundi 2022-23              |
| SR | Comoras                                                    | SP                                                         | Djabal Club                                                | Campeón de la Primera División de las Comoras 2022-23          |
| SR | Etiopía                                                    | SP                                                         | Saint-George SA                                            | Campeón de la Liga etíope de fútbol 2022-23                    |
| SR | Gabón                                                      | SP                                                         | Centre Sportif de Bendje                                   | Campeón de la Primera División de Gabón 2022-23                |
| SR | Guinea Ecuatorial                                          | SP                                                         | Dragón FC                                                  | Campeón de la Primera División de Guinea Ecuatorial 2022-23    |
| SR | Liberia                                                    | SP                                                         | LISCR                                                      | Campeón de la Primera División de Liberia 2022-23              |
| SR | Malaui                                                     | SP                                                         | Nyasa Big Bullets                                          | Campeón de la Super Liga de Malaui 2022-23                     |
| SR | Mozambique (30.º) - 1 pt.                                  | SP                                                         | UD Songo                                                   | Campeón de Moçambola 2022                                      |
| SR | Namibia                                                    | SP                                                         | African Stars                                              | Campeón de la Premier League de Namibia 2022-23                |
| SR | Ruanda (26.º) - 2 pts.                                     | SP                                                         | APR                                                        | Campeón de la Primera División de Ruanda 2022-23               |
| SR | Sierra Leona                                               | SP                                                         | Bo Rangers FC                                              | Campeón de la Liga Premier de Sierra Leona 2023                |
| SR | Somalia                                                    | SP                                                         | Gaadiidka FC                                               | Ganador de la Primera División de Somalia 2023                 |
| SR | Sudán del Sur                                              | SP                                                         | Salaam FC Bor                                              | Campeón de la Liga Premier de Sudán del Sur 2022-23            |
| SR | Yibuti                                                     | SP                                                         | Djibouti Télécom                                           | Campeón de la Campeón de la Primera División de Yibuti 2022-23 |
| SR | Zanzíbar                                                   | SP                                                         | KMKM                                                       | Campeón de la Primera División de Zanzíbar 2022-23             |

Asociaciones que no inscribieron equipo
- Cabo Verde
- Chad
- Eritrea
- Gambia
- Guinea-Bisáu
- Kenia
- Lesoto
- Madagascar
- Mauricio
- Reunión
- República Centroafricana
- Santo Tomé y Príncipe
- Seychelles
- Zimbabue

## Calendario
El calendario de la competencia fue confirmado por la CAF.
| Fase              | Ronda            | Fecha de sorteo      | Partido de ida              | Partido de vuelta           |
| ----------------- | ---------------- | -------------------- | --------------------------- | --------------------------- |
| Clasificatoria    | 1.ª ronda        | 25 de julio de 2023  | 18-19 de agosto de 2023     | 25-26 de agosto de 2023     |
| Clasificatoria    | 2.ª ronda        | 25 de julio de 2023  | 15-16 de septiembre de 2023 | 29-30 de septiembre de 2023 |
| Fase de grupos    | Fecha 1          | 6 de octubre de 2023 | 24-25 de noviembre de 2023  | 24-25 de noviembre de 2023  |
| Fase de grupos    | Fecha 2          | 6 de octubre de 2023 | 1-2 de diciembre de 2023    | 1-2 de diciembre de 2023    |
| Fase de grupos    | Fecha 3          | 6 de octubre de 2023 | 8-9 de diciembre de 2023    | 8-9 de diciembre de 2023    |
| Fase de grupos    | Fecha 4          | 6 de octubre de 2023 | 19 de diciembre de 2023     | 19 de diciembre de 2023     |
| Fase de grupos    | Fecha 5          | 6 de octubre de 2023 | 23-24 de febrero de 2024    | 23-24 de febrero de 2024    |
| Fase de grupos    | Fecha 6          | 6 de octubre de 2023 | 1-2 de marzo de 2024        | 1-2 de marzo de 2024        |
| Fase eliminatoria | Cuartos de final | 12 de marzo de 2024  | 29-30 de marzo de 2024      | 5-6 de abril de 2024        |
| Fase eliminatoria | Semifinales      | 12 de marzo de 2024  | 19-20 de abril de 2024      | 26-27 de abril de 2024      |
| Fase eliminatoria | Final            | 12 de marzo de 2024  | 18 de mayo de 2024          | 25 de mayo de 2024          |

## Ronda de Clasificación

### Primera ronda
| Equipo 1         | Agr.     | Equipo 2                | Ida | Vuelta |
| ---------------- | -------- | ----------------------- | --- | ------ |
| Hafia            | 2–2 (v.) | Génération Foot         | 0–0 | 2-2    |
| ASGNN            | w.o.     | AS Douanes Burkina Faso | –   | –      |
| Bo Rangers       | 2–1      | LISCR                   | 1–1 | 1-0    |
| Medeama          | 1–1 (v.) | Remo Stars              | 1–0 | 0-1    |
| KMKM             | 2–5      | Saint George            | 1–2 | 1-3    |
| APR              | 3-1      | Gaadiidka               | 1–1 | 2–0    |
| CS Bendje        | 2-6      | Bumamuru                | 1-1 | 1-5    |
| African Stars    | 2–2 (v.) | Power Dynamos           | 2–1 | 0–1    |
| UD Songo         | 2–1      | Green Mamba             | 1–0 | 1–1    |
| Dragón           | 0–3      | Nyasa Big Bullets       | 0–2 | 0-1    |
| Al-Ahly Benghazi | 4–3      | Enyimba                 | 4–3 | 0-0    |
| Coton Sport FC   | 0–2      | ASEC Mimosas            | 0–0 | 0-2    |
| CS Constantine   | 0–3      | Étoile du Sahel         | 0–2 | 0–1    |
| ASKO Kara        | 0-8      | FAR Rabat               | 0–1 | 0-7    |
| Real Bamako      | 2–0      | Coton Sport             | 0–0 | 2-0    |
| FC Nouadhibou    | 2–1      | Al Ahli Tripoli         | 2–0 | 0-1    |
| 1° de Agosto     | 2–1      | AS Vita Club            | 1–0 | 1-1    |
| Salaam FC Bor    | w.o.     | Al Hilal                | –   | –      |
| AS Otoho         | 1-1 (v.) | Al Merrikh              | 1–1 | 0–0    |
| Djibouti Telecom | 1–7      | Young Africans          | 0–2 | 1–5    |
| Jwaneng Galaxy   | 3–2      | Vipers                  | 2–0 | 1–2    |
| Djabal           | 0-4      | Orlando Pirates         | 0–1 | 0–3    |

### Segunda ronda
| Equipo 1          | Agr.         | Equipo 2           | Ida | Vuelta |
| ----------------- | ------------ | ------------------ | --- | ------ |
| Hafia             | 1–4          | Wydad AC           | 1–1 | 0–3    |
| AS Douanes        | 0–1          | Espérance de Tunis | 0–1 | 0–0    |
| Bo Rangers        | 2–6          | CR Belouizdad      | 1–3 | 1–3    |
| Medeama           | 4–3          | Horoya             | 3–1 | 1–2    |
| Saint George      | 0–7          | Al Ahly            | 0–3 | 0–4    |
| APR               | 1–6          | Pyramids           | 0–0 | 1–6    |
| Bumamuru          | 0–6          | Mamelodi Sundowns  | 0–4 | 0–2    |
| Power Dynamos     | 3–3 (v.)     | Simba              | 2–2 | 1–1    |
| UD Songo          | 2–5          | Petro de Luanda    | 1–2 | 1–3    |
| Nyasa Big Bullets | 0–5          | TP Mazembe         | 0–1 | 0–4    |
| Al-Ahly Benghazi  | 1–2          | ASEC Mimosas       | 0–0 | 1–2    |
| Étoile du Sahel   | 3–1          | FAR Rabat          | 1–0 | 2–1    |
| Real Bamako       | 1–4          | FC Nouadhibou      | 0–3 | 1–1    |
| 1.º de Agosto     | 1–2          | Al Hilal           | 0–0 | 1–2    |
| Al Merrikh        | 0–3          | Young Africans     | 0–2 | 0–1    |
| Jwaneng Galaxy    | 1–1 (5–4 p.) | Orlando Pirates    | 1–0 | 0–1    |

## Fase de grupos
Los 16 equipos clasificados se dividen en cuatro grupos de cuatro equipos cada uno, sin restricción de equipos de una misma asociación. 
El sorteo de la fase de grupos se realizó el 6 de octubre de 2023 en Johannesburgo, Sudáfrica. Los 16 ganadores de la segunda ronda de las fases de clasificación se dividirán en cuatro grupos de cuatro.
En cada grupo, los equipos juegan unos contra otros en casa y fuera en un formato de todos contra todos. Los ganadores de grupo y los subcampeones avanzan a la ronda de cuartos de final. En cursiva los equipos debutantes.
| Bombo 1 | Bombo 1            | Bombo 1 | Bombo 2 | Bombo 2         | Bombo 2 | Bombo 3 | Bombo 3        | Bombo 3 | Bombo 4 | Bombo 4         | Bombo 4 |
| N°.     | Equipo             | Pts     | N°.     | Equipo          | Pts     | N°.     | Equipo         | Pts     | N°.     | Equipo          | Pts     |
| ------- | ------------------ | ------- | ------- | --------------- | ------- | ------- | -------------- | ------- | ------- | --------------- | ------- |
| 1       | Al Ahly            | 83.0    | 5       | CR Belouizdad   | 36.0    | 9       | TP Mazembe     | 30.5    | 13      | Étoile du Sahel | 83.0    |
| 2       | Wydad Casablanca   | 74.0    | 6       | Simba           | 35.0    | 10      | Al Hilal       | 23.0    | 14      | Jwaneng Galaxy  | 74.0    |
| 3       | Espérance de Tunis | 56.0    | 7       | Pyramids        | 35.0    | 11      | Young Africans | 20.0    | 15      | Nouadhibou      | 56.0    |
| 4       | Mamelodi Sundowns  | 51.0    | 8       | Petro de Luanda | 33.5    | 12      | ASEC Mimosas   | 20.0    | 16      | Medeama         | 51.0    |

### Grupo A
| Pos. | Equipo            | Pts. | PJ | G | E | P | GF | GC | Dif. | Clasificación    |     | MSD | TPM | FCN | PYR |
| ---- | ----------------- | ---- | -- | - | - | - | -- | -- | ---- | ---------------- | --- | --- | --- | --- | --- |
| 1    | Mamelodi Sundowns | 13   | 6  | 4 | 1 | 1 | 7  | 1  | +6   | Cuartos de final |     | —   | 1–0 | 3–0 | 0–0 |
| 2    | TP Mazembe        | 10   | 6  | 3 | 1 | 2 | 6  | 2  | +4   | Cuartos de final |     | 1–0 | —   | 2–0 | 3–0 |
| 3    | FC Nouadhibou     | 5    | 6  | 1 | 2 | 3 | 4  | 9  | −5   |                  |     | 0–2 | 0–0 | —   | 2–0 |
| 4    | Pyramids          | 5    | 6  | 1 | 2 | 3 | 3  | 8  | −5   |                  | 0–1 | 1–0 | 2–2 | —   |     |

 Fuente: CAF
Criterios de clasificación: 
Notas:
1. 1 2  Puntos conseguidos en enfrentamientos directos entre ellos. FC Nouadhibou 4, Pyramids 1.

| \| Fecha \| Estadio (Ciudad) \| Local \| Resultado \| Visitante \| \| ----------------------- \| --------------------------------------- \| ----------------- \| --------- \| ----------------- \| \| 24 de noviembre de 2023 \| Estadio 30 de Junio (El Cairo) \| Pyramids \| 1 – 0 \| TP Mazembe \| \| 26 de noviembre de 2023 \| Estadio Loftus Versfeld (Pretoria) \| Mamelodi Sundowns \| 3 – 0 \| FC Nouadhibou \| \| 2 de diciembre de 2023 \| Stade TP Mazembe (Lubumbashi) \| TP Mazembe \| 1 – 0 \| Mamelodi Sundowns \| \| 2 de diciembre de 2023 \| Estadio Cheikha Ould Boïdiya (Nuakchot) \| FC Nouadhibou \| 2 – 0 \| Pyramids \| \| 9 de diciembre de 2023 \| Estadio Cheikha Ould Boïdiya (Nuakchot) \| FC Nouadhibou \| 0 – 0 \| TP Mazembe \| \| 10 de diciembre de 2023 \| Estadio Loftus Versfeld (Pretoria) \| Mamelodi Sundowns \| 0 – 0 \| Pyramids \| \| 19 de diciembre de 2023 \| Stade TP Mazembe (Lubumbashi) \| TP Mazembe \| 2 – 0 \| FC Nouadhibou \| \| 19 de diciembre de 2023 \| Estadio 30 de Junio (El Cairo) \| Pyramids \| 0 – 1 \| Mamelodi Sundowns \| \| 24 de febrero de 2024 \| Stade TP Mazembe (Lubumbashi) \| TP Mazembe \| 3 – 0 \| Pyramids \| \| 24 de febrero de 2024 \| Estadio Cheikha Ould Boïdiya (Nuakchot) \| FC Nouadhibou \| 0 – 2 \| Mamelodi Sundowns \| \| 2 de marzo de 2024 \| Estadio Loftus Versfeld (Pretoria) \| Mamelodi Sundowns \| 1 – 0 \| TP Mazembe \| \| 2 de marzo de 2024 \| Estadio 30 de Junio (El Cairo) \| Pyramids \| 2 – 2 \| FC Nouadhibou \| |                                         |                   |           |                   |
| Fecha | Estadio (Ciudad)                        | Local             | Resultado | Visitante         |
| 24 de noviembre de 2023 | Estadio 30 de Junio (El Cairo)          | Pyramids          | 1 – 0     | TP Mazembe        |
| 26 de noviembre de 2023 | Estadio Loftus Versfeld (Pretoria)      | Mamelodi Sundowns | 3 – 0     | FC Nouadhibou     |
| 2 de diciembre de 2023 | Stade TP Mazembe (Lubumbashi)           | TP Mazembe        | 1 – 0     | Mamelodi Sundowns |
| 2 de diciembre de 2023 | Estadio Cheikha Ould Boïdiya (Nuakchot) | FC Nouadhibou     | 2 – 0     | Pyramids          |
| 9 de diciembre de 2023 | Estadio Cheikha Ould Boïdiya (Nuakchot) | FC Nouadhibou     | 0 – 0     | TP Mazembe        |
| 10 de diciembre de 2023 | Estadio Loftus Versfeld (Pretoria)      | Mamelodi Sundowns | 0 – 0     | Pyramids          |
| 19 de diciembre de 2023 | Stade TP Mazembe (Lubumbashi)           | TP Mazembe        | 2 – 0     | FC Nouadhibou     |
| 19 de diciembre de 2023 | Estadio 30 de Junio (El Cairo)          | Pyramids          | 0 – 1     | Mamelodi Sundowns |
| 24 de febrero de 2024 | Stade TP Mazembe (Lubumbashi)           | TP Mazembe        | 3 – 0     | Pyramids          |
| 24 de febrero de 2024 | Estadio Cheikha Ould Boïdiya (Nuakchot) | FC Nouadhibou     | 0 – 2     | Mamelodi Sundowns |
| 2 de marzo de 2024 | Estadio Loftus Versfeld (Pretoria)      | Mamelodi Sundowns | 1 – 0     | TP Mazembe        |
| 2 de marzo de 2024 | Estadio 30 de Junio (El Cairo)          | Pyramids          | 2 – 2     | FC Nouadhibou     |

### Grupo B
| Pos. | Equipo         | Pts. | PJ | G | E | P | GF | GC | Dif. | Clasificación    |     | ASE | SIM | WAC | JFC |
| ---- | -------------- | ---- | -- | - | - | - | -- | -- | ---- | ---------------- | --- | --- | --- | --- | --- |
| 1    | ASEC Mimosas   | 11   | 6  | 3 | 2 | 1 | 7  | 2  | +5   | Cuartos de final |     | —   | 0–0 | 1–0 | 3–0 |
| 2    | Simba          | 9    | 6  | 2 | 3 | 1 | 9  | 2  | +7   | Cuartos de final |     | 1–1 | —   | 2–0 | 6–0 |
| 3    | Wydad AC       | 9    | 6  | 3 | 0 | 3 | 3  | 4  | −1   |                  |     | 1–0 | 1–0 | —   | 0–1 |
| 4    | Jwaneng Galaxy | 4    | 6  | 1 | 1 | 4 | 1  | 12 | −11  |                  | 0–2 | 0–0 | 0–1 | —   |     |

 Fuente: CAF
Criterios de clasificación: 
Notas:
1. 1 2  Diferencia de goles en enfrentamientos directos entre ellos. Simba +1, Wydad AC –1.

| \| Fecha \| Estadio (Ciudad) \| Local \| Resultado \| Visitante \| \| ----------------------- \| ------------------------------------- \| -------------- \| --------- \| -------------- \| \| 25 de noviembre de 2023 \| Estadio Benjamin Mkapa (Dar es-Salam) \| Simba \| 1 – 1 \| ASEC Mimosas \| \| 25 de noviembre de 2023 \| Estadio de Marrakech (Marrakech) \| Wydad AC \| 0 – 1 \| Jwaneng Galaxy \| \| 2 de diciembre de 2023 \| Obed Chilume Stadium (Francistown) \| Jwaneng Galaxy \| 0 – 0 \| Simba \| \| 2 de diciembre de 2023 \| Estadio Houphouët-Boigny (Abiyán) \| ASEC Mimosas \| 1 – 0 \| Wydad AC \| \| 9 de diciembre de 2023 \| Obed Chilume Stadium (Francistown) \| Jwaneng Galaxy \| 0 – 2 \| ASEC Mimosas \| \| 9 de diciembre de 2023 \| Estadio de Marrakech (Marrakech) \| Wydad AC \| 1 – 0 \| Simba \| \| 19 de diciembre de 2023 \| Estadio Benjamin Mkapa (Dar es-Salam) \| Simba \| 2 – 0 \| Wydad AC \| \| 19 de diciembre de 2023 \| Estadio Houphouët-Boigny (Abiyán) \| ASEC Mimosas \| 3 – 0 \| Jwaneng Galaxy \| \| 23 de febrero de 2024 \| Estadio Houphouët-Boigny (Abiyán) \| ASEC Mimosas \| 0 – 0 \| Simba \| \| 24 de febrero de 2024 \| Obed Chilume Stadium (Francistown) \| Jwaneng Galaxy \| 0 – 1 \| Wydad AC \| \| 2 de marzo de 2024 \| Estadio de Marrakech (Marrakech) \| Wydad AC \| 1 – 0 \| ASEC Mimosas \| \| 2 de marzo de 2024 \| Estadio Benjamin Mkapa (Dar es-Salam) \| Simba \| 6 – 0 \| Jwaneng Galaxy \| |                                       |                |           |                |
| Fecha | Estadio (Ciudad)                      | Local          | Resultado | Visitante      |
| 25 de noviembre de 2023 | Estadio Benjamin Mkapa (Dar es-Salam) | Simba          | 1 – 1     | ASEC Mimosas   |
| 25 de noviembre de 2023 | Estadio de Marrakech (Marrakech)      | Wydad AC       | 0 – 1     | Jwaneng Galaxy |
| 2 de diciembre de 2023 | Obed Chilume Stadium (Francistown)    | Jwaneng Galaxy | 0 – 0     | Simba          |
| 2 de diciembre de 2023 | Estadio Houphouët-Boigny (Abiyán)     | ASEC Mimosas   | 1 – 0     | Wydad AC       |
| 9 de diciembre de 2023 | Obed Chilume Stadium (Francistown)    | Jwaneng Galaxy | 0 – 2     | ASEC Mimosas   |
| 9 de diciembre de 2023 | Estadio de Marrakech (Marrakech)      | Wydad AC       | 1 – 0     | Simba          |
| 19 de diciembre de 2023 | Estadio Benjamin Mkapa (Dar es-Salam) | Simba          | 2 – 0     | Wydad AC       |
| 19 de diciembre de 2023 | Estadio Houphouët-Boigny (Abiyán)     | ASEC Mimosas   | 3 – 0     | Jwaneng Galaxy |
| 23 de febrero de 2024 | Estadio Houphouët-Boigny (Abiyán)     | ASEC Mimosas   | 0 – 0     | Simba          |
| 24 de febrero de 2024 | Obed Chilume Stadium (Francistown)    | Jwaneng Galaxy | 0 – 1     | Wydad AC       |
| 2 de marzo de 2024 | Estadio de Marrakech (Marrakech)      | Wydad AC       | 1 – 0     | ASEC Mimosas   |
| 2 de marzo de 2024 | Estadio Benjamin Mkapa (Dar es-Salam) | Simba          | 6 – 0     | Jwaneng Galaxy |

### Grupo C
| Pos. | Equipo             | Pts. | PJ | G | E | P | GF | GC | Dif. | Clasificación    |     | APL | EST | HIL | ESS |
| ---- | ------------------ | ---- | -- | - | - | - | -- | -- | ---- | ---------------- | --- | --- | --- | --- | --- |
| 1    | Petro de Luanda    | 12   | 6  | 3 | 3 | 0 | 5  | 0  | +5   | Cuartos de final |     | —   | 0–0 | 1–0 | 2–0 |
| 2    | Espérance de Tunis | 11   | 6  | 3 | 2 | 1 | 6  | 3  | +3   | Cuartos de final |     | 0–0 | —   | 1–0 | 2–0 |
| 3    | Al Hilal           | 5    | 6  | 1 | 2 | 3 | 4  | 5  | −1   |                  |     | 0–0 | 3–1 | —   | 1–1 |
| 4    | Étoile du Sahel    | 4    | 6  | 1 | 1 | 4 | 2  | 9  | −7   |                  | 0–2 | 0–2 | 1–0 | —   |     |

 Fuente: CAF
Criterios de clasificación: 
| \| Fecha \| Estadio (Ciudad) \| Local \| Resultado \| Visitante \| \| ----------------------- \| ----------------------------------------------------- \| ------------------ \| --------- \| ------------------ \| \| 25 de noviembre de 2023 \| Estadio Olímpico de Radès (Radès) \| Espérance de Tunis \| 2 – 0 \| Étoile du Sahel \| \| 25 de noviembre de 2023 \| Estadio 11 de Noviembre (Luanda) \| Petro de Luanda \| 1 – 0 \| Al Hilal \| \| 1 de diciembre de 2023 \| Estadio Benjamin Mkapa (Dar es-Salam, Tanzania)[n. 1] \| Al Hilal \| 3 – 1 \| Espérance de Tunis \| \| 2 de diciembre de 2023 \| Estadio Olímpico de Radès (Radès) \| Étoile du Sahel \| 0 – 2 \| Petro de Luanda \| \| 8 de diciembre de 2023 \| Estadio Olímpico de Radès (Radès) \| Étoile du Sahel \| 1 – 0 \| Al Hilal \| \| 9 de diciembre de 2023 \| Estadio Olímpico de Radès (Radès) \| Espérance de Tunis \| 0 – 0 \| Petro de Luanda \| \| 19 de diciembre de 2023 \| Estadio 11 de Noviembre (Luanda) \| Petro de Luanda \| 0 – 0 \| Espérance de Tunis \| \| 19 de diciembre de 2023 \| Estadio Benjamin Mkapa (Dar es-Salam, Tanzania)[n. 1] \| Al Hilal \| 1 – 1 \| Étoile du Sahel \| \| 23 de febrero de 2024 \| Estadio Mártires de Benina (Bengasi, Libia)[n. 1] \| Al Hilal \| 0 – 0 \| Petro de Luanda \| \| 24 de febrero de 2024 \| Estadio Olímpico de Radès (Radès) \| Étoile du Sahel \| 0 – 2 \| Espérance de Tunis \| \| 2 de marzo de 2024 \| Estadio Olímpico de Radès (Radès) \| Espérance de Tunis \| 1 – 0 \| Al Hilal \| \| 2 de marzo de 2024 \| Estadio 11 de Noviembre (Luanda) \| Petro de Luanda \| 2 – 0 \| Étoile du Sahel \| |                                                 |                    |           |                    |
| Fecha | Estadio (Ciudad)                                | Local              | Resultado | Visitante          |
| 25 de noviembre de 2023 | Estadio Olímpico de Radès (Radès)               | Espérance de Tunis | 2 – 0     | Étoile du Sahel    |
| 25 de noviembre de 2023 | Estadio 11 de Noviembre (Luanda)                | Petro de Luanda    | 1 – 0     | Al Hilal           |
| 1 de diciembre de 2023 | Estadio Benjamin Mkapa (Dar es-Salam, Tanzania) | Al Hilal           | 3 – 1     | Espérance de Tunis |
| 2 de diciembre de 2023 | Estadio Olímpico de Radès (Radès)               | Étoile du Sahel    | 0 – 2     | Petro de Luanda    |
| 8 de diciembre de 2023 | Estadio Olímpico de Radès (Radès)               | Étoile du Sahel    | 1 – 0     | Al Hilal           |
| 9 de diciembre de 2023 | Estadio Olímpico de Radès (Radès)               | Espérance de Tunis | 0 – 0     | Petro de Luanda    |
| 19 de diciembre de 2023 | Estadio 11 de Noviembre (Luanda)                | Petro de Luanda    | 0 – 0     | Espérance de Tunis |
| 19 de diciembre de 2023 | Estadio Benjamin Mkapa (Dar es-Salam, Tanzania) | Al Hilal           | 1 – 1     | Étoile du Sahel    |
| 23 de febrero de 2024 | Estadio Mártires de Benina (Bengasi, Libia)     | Al Hilal           | 0 – 0     | Petro de Luanda    |
| 24 de febrero de 2024 | Estadio Olímpico de Radès (Radès)               | Étoile du Sahel    | 0 – 2     | Espérance de Tunis |
| 2 de marzo de 2024 | Estadio Olímpico de Radès (Radès)               | Espérance de Tunis | 1 – 0     | Al Hilal           |
| 2 de marzo de 2024 | Estadio 11 de Noviembre (Luanda)                | Petro de Luanda    | 2 – 0     | Étoile du Sahel    |

### Grupo D
| Pos. | Equipo         | Pts. | PJ | G | E | P | GF | GC | Dif. | Clasificación    |     | AHL | YNG | CRB | MED |
| ---- | -------------- | ---- | -- | - | - | - | -- | -- | ---- | ---------------- | --- | --- | --- | --- | --- |
| 1    | Al Ahly        | 12   | 6  | 3 | 3 | 0 | 6  | 1  | +5   | Cuartos de final |     | —   | 1–0 | 0–0 | 3–0 |
| 2    | Young Africans | 8    | 6  | 2 | 2 | 2 | 9  | 6  | +3   | Cuartos de final |     | 1–1 | —   | 4–0 | 3–0 |
| 3    | CR Belouizdad  | 8    | 6  | 2 | 2 | 2 | 7  | 6  | +1   |                  |     | 0–0 | 3–0 | —   | 3–0 |
| 4    | Medeama        | 4    | 6  | 1 | 1 | 4 | 3  | 12 | −9   |                  | 0–1 | 1–1 | 2–1 | —   |     |

 Fuente: CAF
Criterios de clasificación: 
Notas:
1. 1 2  Diferencia de goles en enfrentamientos directos entre ellos. Young Africans +1, CR Belouizdad –1.

| \| Fecha \| Estadio (Ciudad) \| Local \| Resultado \| Visitante \| \| --------------------------- \| ------------------------------------- \| -------------- \| --------- \| -------------- \| \| 24 de noviembre de 2023 \| Estadio 5 de julio de 1962 (Argel) \| CR Belouizdad \| 3 – 0 \| Young Africans \| \| 25 de noviembre de 2023 \| Estadio Al-Salam (El Cairo) \| Al Ahly \| 3 – 0 \| Medeama \| \| 1 de diciembre de 2023 \| Estadio Baba Yara (Kumasi) \| Medeama \| 2 – 1 \| CR Belouizdad \| \| 2 de diciembre de 2023 \| Estadio Benjamin Mkapa (Dar es-Salam) \| Young Africans \| 1 – 1 \| Al Ahly \| \| 8 de diciembre de 2023 \| Estadio Baba Yara (Kumasi) \| Medeama \| 1 – 1 \| Young Africans \| \| 8 de diciembre de 2023 \| Estadio Borg El Arab (Alejandría) \| Al Ahly \| 0 – 0 \| CR Belouizdad \| \| 20 de diciembre de 2023 \| Estadio Benjamin Mkapa (Dar es-Salam) \| Young Africans \| 3 – 0 \| Medeama \| \| 16 de febrero de 2024[n. 2] \| Estadio 5 de julio de 1962 (Argel) \| CR Belouizdad \| 0 – 0 \| Al Ahly \| \| 23 de febrero de 2024 \| Estadio Baba Yara (Kumasi) \| Medeama \| 0 – 1 \| Al Ahly \| \| 24 de febrero de 2024 \| Estadio Benjamin Mkapa (Dar es-Salam) \| Young Africans \| 4 – 0 \| CR Belouizdad \| \| 1 de marzo de 2024 \| Estadio Internacional (El Cairo) \| Al Ahly \| 1 – 0 \| Young Africans \| \| 1 de marzo de 2024 \| Estadio 5 de julio de 1962 (Argel) \| CR Belouizdad \| 3 – 0 \| Medeama \| |                                       |                |           |                |
| Fecha | Estadio (Ciudad)                      | Local          | Resultado | Visitante      |
| 24 de noviembre de 2023 | Estadio 5 de julio de 1962 (Argel)    | CR Belouizdad  | 3 – 0     | Young Africans |
| 25 de noviembre de 2023 | Estadio Al-Salam (El Cairo)           | Al Ahly        | 3 – 0     | Medeama        |
| 1 de diciembre de 2023 | Estadio Baba Yara (Kumasi)            | Medeama        | 2 – 1     | CR Belouizdad  |
| 2 de diciembre de 2023 | Estadio Benjamin Mkapa (Dar es-Salam) | Young Africans | 1 – 1     | Al Ahly        |
| 8 de diciembre de 2023 | Estadio Baba Yara (Kumasi)            | Medeama        | 1 – 1     | Young Africans |
| 8 de diciembre de 2023 | Estadio Borg El Arab (Alejandría)     | Al Ahly        | 0 – 0     | CR Belouizdad  |
| 20 de diciembre de 2023 | Estadio Benjamin Mkapa (Dar es-Salam) | Young Africans | 3 – 0     | Medeama        |
| 16 de febrero de 2024 | Estadio 5 de julio de 1962 (Argel)    | CR Belouizdad  | 0 – 0     | Al Ahly        |
| 23 de febrero de 2024 | Estadio Baba Yara (Kumasi)            | Medeama        | 0 – 1     | Al Ahly        |
| 24 de febrero de 2024 | Estadio Benjamin Mkapa (Dar es-Salam) | Young Africans | 4 – 0     | CR Belouizdad  |
| 1 de marzo de 2024 | Estadio Internacional (El Cairo)      | Al Ahly        | 1 – 0     | Young Africans |
| 1 de marzo de 2024 | Estadio 5 de julio de 1962 (Argel)    | CR Belouizdad  | 3 – 0     | Medeama        |

## Fase final

### Equipos clasificados
| Grupo | Primeros          | Segundos           |
| ----- | ----------------- | ------------------ |
| A     | Mamelodi Sundowns | TP Mazembe         |
| B     | ASEC Mimosas      | Simba              |
| C     | Petro de Luanda   | Espérance de Tunis |
| D     | Al-Ahly           | Young Africans     |

El sorteo de los emparejamientos de la fase eliminatoria (cuartos y semifinales) se realizó en la sede central de la CAF en El Cairo, Egipto; el 12 de marzo del 2024 a las 13:00 horas (GMT, hora local, 15:00 UTC+2).

### Cuadro de desarrollo
|  | Cuartos de final        | Cuartos de final | Cuartos de final  | Cuartos de final |   |                    | Semifinales | Semifinales | Semifinales | Semifinales |  |                    | Final | Final | Final | Final |  |
|  |                         |                  |                   |                  |   |                    |             |             |             |             |  |                    |       |       |       |       |  |
|  |                         |                  |                   |                  |   |                    |             |             |             |             |  |                    |       |       |       |       |  |
|  | Espérance de Tunis (p.) | 0                | 0                 | 0 (4)            |   |                    |             |             |             |             |  |                    |       |       |       |       |  |
|  | Espérance de Tunis (p.) | 0                | 0                 | 0 (4)            |   |                    |             |             |             |             |  |                    |       |       |       |       |  |
|  | ASEC Mimosas            | 0                | 0                 | 0 (2)            |   |                    |             |             |             |             |  |                    |       |       |       |       |  |
|  | ASEC Mimosas            | 0                | 0                 | 0 (2)            |   | Espérance de Tunis | 1           | 1           | 2           |             |  |                    |       |       |       |       |  |
|  |                         |                  |                   |                  |   | Espérance de Tunis | 1           | 1           | 2           |             |  |                    |       |       |       |       |  |
|  |                         |                  | Mamelodi Sundowns | 0                | 0 | 0                  |             |             |             |             |  |                    |       |       |       |       |  |
|  | Young Africans          | 0                | Mamelodi Sundowns | 0                | 0 | 0                  | 0           | 0 (2)       |             |             |  |                    |       |       |       |       |  |
|  | Young Africans          | 0                |                   |                  |   |                    |             |             |             |             |  |                    |       |       |       |       |  |
|  | Mamelodi Sundowns (p.)  | 0                | 0                 | 0 (3)            |   |                    |             |             |             |             |  |                    |       |       |       |       |  |
|  | Mamelodi Sundowns (p.)  | 0                | 0                 | 0 (3)            |   |                    |             |             |             |             |  | Espérance de Tunis | 0     | 0     | 0     |       |  |
|  |                         |                  |                   |                  |   |                    |             |             |             |             |  | Espérance de Tunis | 0     | 0     | 0     |       |  |
|  |                         |                  | Al-Ahly           | 0                | 1 | 1                  |             |             |             |             |  |                    |       |       |       |       |  |
|  | TP Mazembe              | 0                | Al-Ahly           | 0                | 1 | 1                  | 2           | 2           |             |             |  |                    |       |       |       |       |  |
|  | TP Mazembe              | 0                |                   |                  |   |                    |             |             |             |             |  |                    |       |       |       |       |  |
|  | Petro de Luanda         | 0                | 1                 | 1                |   |                    |             |             |             |             |  |                    |       |       |       |       |  |
|  | Petro de Luanda         | 0                | 1                 | 1                |   | TP Mazembe         | 0           | 0           | 0           |             |  |                    |       |       |       |       |  |
|  |                         |                  |                   |                  |   | TP Mazembe         | 0           | 0           | 0           |             |  |                    |       |       |       |       |  |
|  |                         |                  | Al-Ahly           | 0                | 3 | 3                  |             |             |             |             |  |                    |       |       |       |       |  |
|  | Simba                   | 0                | Al-Ahly           | 0                | 3 | 3                  | 0           | 0           |             |             |  |                    |       |       |       |       |  |
|  | Simba                   | 0                |                   |                  |   |                    |             |             |             |             |  |                    |       |       |       |       |  |
|  | Al-Ahly                 | 1                | 2                 | 3                |   |                    |             |             |             |             |  |                    |       |       |       |       |  |
|  | Al-Ahly                 | 1                | 2                 | 3                |   |                    |             |             |             |             |  |                    |       |       |       |       |  |
|  |                         |                  |                   |                  |   |                    |             |             |             |             |  |                    |       |       |       |       |  |

### Cuartos de final
Al-Ahly – Simba
| Ida; 29 de marzo de 2024 | Simba | 0:1 (0:1) | Al-Ahly | Estadio Nacional Benjamin Mkapa, Dar es-Salam |                          |
| 21:00 (UTC+3)            |       | Reporte   | Koka 4' | Árbitro(s): Abongile Tom                      | Árbitro(s): Abongile Tom |

| Vuelta; 5 de abril de 2024 | Al-Ahly                             | 2:0 (0:0) (Global 3:0) | Simba | Estadio Internacional, El Cairo |                            |
| 22:00 (UTC+2)              | El Solia 47' · Kahraba 90+9' (pen.) | Reporte                |       | Árbitro(s): Alhadi Mahamat      | Árbitro(s): Alhadi Mahamat |

- Al-Ahly clasifica a semifinales con un resultado global de 3–0.

Petro de Luanda – TP Mazembe
| Ida; 30 de marzo de 2024 | TP Mazembe | 0:0     | Petro de Luanda | Stade TP Mazembe, Lubumbashi |                           |
| 15:00 (UTC+2)            |            | Reporte |                 | Árbitro(s): Ibrahim Mutaz    | Árbitro(s): Ibrahim Mutaz |

| Vuelta; 6 de abril de 2024 | Petro de Luanda | 1:2 (1:0) (Global 1:2) | TP Mazembe                | Estadio 11 de Noviembre, Luanda |                     |
| 17:00 (UTC+1)              | Rubio 29'       | Reporte                | Kinzumbi 82' · Beya 90+6' | Árbitro(s): Issa Sy             | Árbitro(s): Issa Sy |

- TP Mazembe clasifica a semifinales con un resultado global de 2–1.

ASEC Mimosas – Espérance de Tunis
| Ida; 30 de marzo de 2024 | Espérance de Tunis | 0:0     | ASEC Mimosas | Estadio Olímpico Hammadi Agrebi, Radès |                          |
| 22:00 (UTC+1)            |                    | Reporte |              | Árbitro(s): Peter Waweru               | Árbitro(s): Peter Waweru |

| Vuelta; 6 de abril de 2024, | ASEC Mimosas                              | 0:0 (2:4 p.)(Global 0:0)   | Espérance de Tunis                | Estadio Félix Houphouët-Boigny, Abiyán |                                |
| 20:00 (UTC±0)               |                                           | Reporte                    |                                   | Árbitro(s): Jean-Jacques Ndala         | Árbitro(s): Jean-Jacques Ndala |
|                             |                                           | Tiros desde el punto penal |                                   |                                        |                                |
|                             | Karidioula · Koffi · Diarrassouba · Pokou |                            | Meriah · Bouchniba · Tka · Tougai |                                        |                                |

- Espérance de Tunis clasifica a semifinales tras ganar 4–2 en los tiros desde el punto penal, tras empatar en el resultado global 0–0.

Mamelodi Sundowns – Young Africans
| Ida; 30 de marzo de 2024 | Young Africans | 0:0     | Mamelodi Sundowns | Estadio Nacional Benjamin Mkapa, Dar es-Salam |                       |
| 21:00 (UTC+3)            |                | Reporte |                   | Árbitro(s): Amin Omar                         | Árbitro(s): Amin Omar |

| Vuelta; 5 de abril de 2024 | Mamelodi Sundowns                  | 0:0 (3:2 p.)(Global 0:0)   | Young Africans                         | Estadio Loftus Versfeld, Pretoria |                          |
| 20:00 (UTC+2)              |                                    | Reporte                    |                                        | Árbitro(s): Dahane Beida          | Árbitro(s): Dahane Beida |
|                            |                                    | Tiros desde el punto penal |                                        |                                   |                          |
|                            | Allende · Sirino · Ribeiro · Maema |                            | Aziz Ki · Okrah · Job · Gnadou · Hamad |                                   |                          |

- Mamelodi Sundowns clasifica a semifinales tras ganar 3–2 en los tiros desde el punto penal, tras empatar en el resultado global 0–0.

### Semifinales
Mamelodi Sundowns – Espérance de Tunis
| Ida; 20 de abril de 2024 | Espérance de Tunis | 1:0 (1:0) | Mamelodi Sundowns | Estadio Olímpico Hammadi Agrebi, Radès |                                   |
| 20:00 (UTC+1)            | Sasse 41'          | Reporte   |                   | Árbitro(s): Omar Abdulkadir Artan      | Árbitro(s): Omar Abdulkadir Artan |

| Vuelta; 26 de abril de 2024 | Mamelodi Sundowns | 0:1 (0:0) (Global 0:2) | Espérance de Tunis | Estadio Loftus Versfeld, Pretoria |                     |
| 20:00 (UTC+2)               |                   | Reporte                | Bouchniba 57'      | Árbitro(s): Issa Sy               | Árbitro(s): Issa Sy |

- Espérance de Tunis clasifica a la final con un resultado global de 2–0.

Al-Ahly – TP Mazembe
| Ida; 20 de abril de 2024 | TP Mazembe | 0:0     | Al-Ahly | Stade TP Mazembe, Lubumbashi          |                                       |
| 15:00 (UTC+2)            |            | Reporte |         | Árbitro(s): Pacifique Ndabihawenimana | Árbitro(s): Pacifique Ndabihawenimana |

| Vuelta; 26 de abril de 2024 | Al-Ahly                                       | 3:0 (0:0) (Global 3:0) | TP Mazembe | Estadio Internacional, El Cairo |                          |
| 21:00 (UTC+3)               | Abdelmonem 68' · Abou Ali 83' · Tawfik 90+12' | Reporte                |            | Árbitro(s): Peter Waweru        | Árbitro(s): Peter Waweru |

- Al-Ahly clasifica a la final con un resultado global de 3–0.

### Final
| Ida; 18 de mayo de 2024 | Espérance de Tunis | 0:0     | Al-Ahly | Estadio Olímpico Hammadi Agrebi, Radès                       |                                                              |
| 20:00 (UTC+1)           |                    | Reporte |         | Asistencia: 35 000 espectadores Árbitro(s): Mustapha Ghorbal | Asistencia: 35 000 espectadores Árbitro(s): Mustapha Ghorbal |

| Vuelta; 25 de mayo de 2024 | Al-Ahly          | 1:0 (1:0) | Espérance de Tunis | Estadio Internacional, El Cairo                                       |                                                                       |
| 20:00 (UTC+3)              | Aholou 4' (a.g.) | Reporte   |                    | Asistencia: 52 000 espectadores Árbitro(s): Jean-Jacques Ndala Ngambo | Asistencia: 52 000 espectadores Árbitro(s): Jean-Jacques Ndala Ngambo |

Ida
| 1          | Guardameta     | Amenallah Memmiche   |       |
| 2          | Defensa        | Mohamed Ben Ali      | 69'   |
| 5          | Defensa        | Yassine Meriah       |       |
| 15         | Defensa        | Mohamed Amine Tougai |       |
| 20         | Defensa        | Amine Ben Hamida     | 90+2' |
| 38         | Centrocampista | Roger Aholou         |       |
| 25         | Centrocampista | Ghailene Chaalali    |       |
| 10         | Centrocampista | Yan Sasse            | 82'   |
| 8          | Centrocampista | Houssem Tka          | 69'   |
| 18         | Centrocampista | Houssam Ghacha       |       |
| 9          | Delantero      | Rodrigo Rodrigues    | 90+2' |
| Entrenador | Entrenador     | Miguel Cardoso       |       |

| 31         | Guardameta     | Mostafa Shobeir    |     |
| 30         | Defensa        | Mohamed Hany       |     |
| 5          | Defensa        | Ramy Rabia         |     |
| 24         | Defensa        | Mohamed Abdelmonem |     |
| 21         | Defensa        | Ali Maâloul        | 7'  |
| 8          | Centrocampista | Akram Tawfik       |     |
| 13         | Centrocampista | Marwan Attia       |     |
| 22         | Centrocampista | Emam Ashour        | 81' |
| 10         | Delantero      | Percy Tau          | 81' |
| 39         | Delantero      | Wessam Abou Ali    |     |
| 14         | Delantero      | Hussein El Shahat  |     |
| Entrenador | Entrenador     | Marcel Koller      |     |

| 13 | Defensa        | Raed Bouchniba       | 69'   |
| 31 | Centrocampista | Zakaria El Ayeb      | 69'   |
| 11 | Delantero      | Oussama Bouguerra    | 82'   |
| 36 | Centrocampista | Onuche Ogbelu        | 90+2' |
| 29 | Delantero      | Mohamed Ben Hammouda | 90+2' |

| 28 | Defensa        | Karim Fouad         | 7'  |
| 19 | Centrocampista | Mohamed Magdy Afsha | 81' |
| 12 | Delantero      | Reda Slim           | 81' |

| Amonestado | 90+4' | Roger Aholou      |
| Amonestado | 70'   | Rodrigo Rodrigues |

| Amonestado | 33' | Karim Fouad  |
| Amonestado | 39' | Mohamed Hany |

| Árbitro             | Mustapha Ghorbal     |
| Árbitros asistentes | Mokrane Gourari      |
| Árbitros asistentes | Abbes Akram Zerhouni |
| Cuarto árbitro      | Ibrahim Mutaz        |
| VAR                 | Dahane Beida         |
| VAR                 | Salima Mukansanga    |
| VAR                 | Jerson dos Santos    |

| 1          | Guardameta     | Amenallah Memmiche   |       |
| 2          | Defensa        | Mohamed Ben Ali      | 69'   |
| 5          | Defensa        | Yassine Meriah       |       |
| 15         | Defensa        | Mohamed Amine Tougai |       |
| 20         | Defensa        | Amine Ben Hamida     | 90+2' |
| 38         | Centrocampista | Roger Aholou         |       |
| 25         | Centrocampista | Ghailene Chaalali    |       |
| 10         | Centrocampista | Yan Sasse            | 82'   |
| 8          | Centrocampista | Houssem Tka          | 69'   |
| 18         | Centrocampista | Houssam Ghacha       |       |
| 9          | Delantero      | Rodrigo Rodrigues    | 90+2' |
| Entrenador | Entrenador     | Miguel Cardoso       |       |

| 31         | Guardameta     | Mostafa Shobeir    |     |
| 30         | Defensa        | Mohamed Hany       |     |
| 5          | Defensa        | Ramy Rabia         |     |
| 24         | Defensa        | Mohamed Abdelmonem |     |
| 21         | Defensa        | Ali Maâloul        | 7'  |
| 8          | Centrocampista | Akram Tawfik       |     |
| 13         | Centrocampista | Marwan Attia       |     |
| 22         | Centrocampista | Emam Ashour        | 81' |
| 10         | Delantero      | Percy Tau          | 81' |
| 39         | Delantero      | Wessam Abou Ali    |     |
| 14         | Delantero      | Hussein El Shahat  |     |
| Entrenador | Entrenador     | Marcel Koller      |     |

| 13 | Defensa        | Raed Bouchniba       | 69'   |
| 31 | Centrocampista | Zakaria El Ayeb      | 69'   |
| 11 | Delantero      | Oussama Bouguerra    | 82'   |
| 36 | Centrocampista | Onuche Ogbelu        | 90+2' |
| 29 | Delantero      | Mohamed Ben Hammouda | 90+2' |

| 28 | Defensa        | Karim Fouad         | 7'  |
| 19 | Centrocampista | Mohamed Magdy Afsha | 81' |
| 12 | Delantero      | Reda Slim           | 81' |

| Amonestado | 90+4' | Roger Aholou      |
| Amonestado | 70'   | Rodrigo Rodrigues |

| Amonestado | 33' | Karim Fouad  |
| Amonestado | 39' | Mohamed Hany |

| Árbitro             | Mustapha Ghorbal     |
| Árbitros asistentes | Mokrane Gourari      |
| Árbitros asistentes | Abbes Akram Zerhouni |
| Cuarto árbitro      | Ibrahim Mutaz        |
| VAR                 | Dahane Beida         |
| VAR                 | Salima Mukansanga    |
| VAR                 | Jerson dos Santos    |

Vuelta
| 31         | Guardameta     | Mostafa Shobeir    |       |
| 30         | Defensa        | Mohamed Hany       |       |
| 5          | Defensa        | Ramy Rabia         |       |
| 24         | Defensa        | Mohamed Abdelmonem |       |
| 28         | Defensa        | Karim Fouad        |       |
| 8          | Centrocampista | Akram Tawfik       |       |
| 13         | Centrocampista | Marwan Attia       | 78'   |
| 10         | Centrocampista | Percy Tau          | 67'   |
| 22         | Centrocampista | Emam Ashour        | 90+2' |
| 14         | Centrocampista | Hussein El Shahat  | 90+2' |
| 39         | Delantero      | Wessam Abou Ali    | 78'   |
| Entrenador | Entrenador     | Marcel Koller      |       |

| 1          | Guardameta     | Amenallah Memmiche   |     |
| 2          | Defensa        | Mohamed Ben Ali      | 45' |
| 5          | Defensa        | Yassine Meriah       |     |
| 15         | Defensa        | Mohamed Amine Tougai |     |
| 20         | Defensa        | Amine Ben Hamida     |     |
| 38         | Centrocampista | Roger Aholou         | 85' |
| 25         | Centrocampista | Ghailene Chaalali    |     |
| 10         | Centrocampista | Yan Sasse            | 85' |
| 8          | Centrocampista | Houssem Tka          | 76' |
| 18         | Centrocampista | Houssam Ghacha       | 75' |
| 9          | Delantero      | Rodrigo Rodrigues    |     |
| Entrenador | Entrenador     | Miguel Cardoso       |     |

| 15 | Centrocampista | Aliou Dieng         | 67'   |
| 19 | Centrocampista | Mohamed Magdy Afsha | 78'   |
| 7  | Delantero      | Mahmoud Kahraba     | 78'   |
| 6  | Defensa        | Yasser Ibrahim      | 90+2' |
| 29 | Delantero      | Taher Mohamed       | 90+2' |

| 13 | Defensa        | Raed Bouchniba       | 45' |
| 37 | Delantero      | André Bukia          | 75' |
| 36 | Centrocampista | Onuche Ogbelu        | 76' |
| 11 | Delantero      | Oussama Bouguerra    | 85' |
| 29 | Delantero      | Mohamed Ben Hammouda | 85' |

| Anotado · Autogol | 4' | Yahia Attiyat Allah | 1–0 |

| Amonestado | 20'   | Roger Aholou      |
| Amonestado | 86'   | Ghailene Chaalali |
| Amonestado | 86'   | Onuche Ogbelu     |
| Amonestado | 90+4' | Miguel Cardoso    |
| Amonestado | 90+5' | Amine Ben Hamida  |

| Árbitro             | Jean-Jacques Ndala Ngambo |
| Árbitros asistentes | Souru Phatsoane           |
| Árbitros asistentes | Seydou Tiama              |
| Cuarto árbitro      | Alhadi Allaou Mahamat     |
| VAR                 | Lahlou Benbraham          |
| VAR                 | Daniel Laryea             |
| VAR                 | Mohamed Abdalla Ibrahim   |

| 31         | Guardameta     | Mostafa Shobeir    |       |
| 30         | Defensa        | Mohamed Hany       |       |
| 5          | Defensa        | Ramy Rabia         |       |
| 24         | Defensa        | Mohamed Abdelmonem |       |
| 28         | Defensa        | Karim Fouad        |       |
| 8          | Centrocampista | Akram Tawfik       |       |
| 13         | Centrocampista | Marwan Attia       | 78'   |
| 10         | Centrocampista | Percy Tau          | 67'   |
| 22         | Centrocampista | Emam Ashour        | 90+2' |
| 14         | Centrocampista | Hussein El Shahat  | 90+2' |
| 39         | Delantero      | Wessam Abou Ali    | 78'   |
| Entrenador | Entrenador     | Marcel Koller      |       |

| 1          | Guardameta     | Amenallah Memmiche   |     |
| 2          | Defensa        | Mohamed Ben Ali      | 45' |
| 5          | Defensa        | Yassine Meriah       |     |
| 15         | Defensa        | Mohamed Amine Tougai |     |
| 20         | Defensa        | Amine Ben Hamida     |     |
| 38         | Centrocampista | Roger Aholou         | 85' |
| 25         | Centrocampista | Ghailene Chaalali    |     |
| 10         | Centrocampista | Yan Sasse            | 85' |
| 8          | Centrocampista | Houssem Tka          | 76' |
| 18         | Centrocampista | Houssam Ghacha       | 75' |
| 9          | Delantero      | Rodrigo Rodrigues    |     |
| Entrenador | Entrenador     | Miguel Cardoso       |     |

| 15 | Centrocampista | Aliou Dieng         | 67'   |
| 19 | Centrocampista | Mohamed Magdy Afsha | 78'   |
| 7  | Delantero      | Mahmoud Kahraba     | 78'   |
| 6  | Defensa        | Yasser Ibrahim      | 90+2' |
| 29 | Delantero      | Taher Mohamed       | 90+2' |

| 13 | Defensa        | Raed Bouchniba       | 45' |
| 37 | Delantero      | André Bukia          | 75' |
| 36 | Centrocampista | Onuche Ogbelu        | 76' |
| 11 | Delantero      | Oussama Bouguerra    | 85' |
| 29 | Delantero      | Mohamed Ben Hammouda | 85' |

| Anotado · Autogol | 4' | Yahia Attiyat Allah | 1–0 |

| Amonestado | 20'   | Roger Aholou      |
| Amonestado | 86'   | Ghailene Chaalali |
| Amonestado | 86'   | Onuche Ogbelu     |
| Amonestado | 90+4' | Miguel Cardoso    |
| Amonestado | 90+5' | Amine Ben Hamida  |

| Árbitro             | Jean-Jacques Ndala Ngambo |
| Árbitros asistentes | Souru Phatsoane           |
| Árbitros asistentes | Seydou Tiama              |
| Cuarto árbitro      | Alhadi Allaou Mahamat     |
| VAR                 | Lahlou Benbraham          |
| VAR                 | Daniel Laryea             |
| VAR                 | Mohamed Abdalla Ibrahim   |

|                             |
| Bandera de Egipto           |
| Campeón Al-Ahly 12.º título |

## Estadísticas

### Goleadores
| Jugador            | Club            | Goles |
| ------------------ | --------------- | ----- |
| Hussein El Shahat  | Al-Ahly         | 5     |
| Mostafa Fathi      | Pyramids        | 4     |
| Cheick Fofana      | TP Mazembe      | 4     |
| Mahmoud Kahraba    | Al-Ahly         | 4     |
| Sankara Karamoko   | ASEC Mimosas    | 4     |
| Leonel Wamba       | CR Belouizdad   | 4     |
| Alexandre Guedes   | Petro de Luanda | 3     |
| Abdelraouf Benguit | CR Belouizdad   | 3     |
| Clatous Chama      | Simba           | 3     |